# Прорыв (опера)
«Прорыв» — опера С. И. Потоцкого (либретто С. М. Городецкого). Одна из первых советских опер. Опубликована в 1929 году, впервые поставлена 5 января 1930 года в Большом театре (дирижёр-постановщик Александр Чугунов, режиссёр-постановщик Андрей Петровский, художник-постановщик Михаил Сапегин, хореограф-постановщик Асаф Мессерер). По другим данным, была поставлена не на основной сцене Большого театра, можно также встретить утверждение, что впервые была поставлена 7 ноября 1929 года в Свердловском театре оперы и балета режиссёром Владимиром Лосским.
Посвящена событиям Гражданской войны. «Слабость музыкальной драматургии» оперы «Прорыв» привела к попытке создания, тем же композитором и на том же историческом материале, оперы «Чёрное море» на либретто М. А. Булгакова.